# エン・タラ・アナ
エン・タラ・アナ（En-tarah-ana）は、古代メソポタミア、キシュ第1王朝の王。

## 略歴
シュメール王名表によると、キシュ第1王朝（紀元前2900年頃以降）の4代目の王である。
ウェルド・ブランデル プリズムが破損していたため、トルキルド・ヤコブセンはこの支配者の名をBahinaとして復元していた。